# Don Chung
Don Chung (sinh năm 1982 tại Việt Nam) là một con voi  được Việt Nam trao tặng cho Vườn thú Leipzig tại thành phố Leipzig, Cộng hòa Dân chủ Đức vào năm 1982. Từ năm 2023, Don Chung đã được chuyển về nuôi dưỡng tại Vườn thú Cottbus ở Cottbus thuộc bang Brandenburg.

## Tiểu sử
Sinh năm 1982, voi cái Don Chung có mẹ là voi nhà và bố là voi rừng. Đến tháng 11 năm 1983 Don Chung được chuyển từ rừng về nuôi dưỡng tại Thảo Cầm Viên Sài Gòn và đến ngày 9 tháng 5 năm 1984, Don Chung được trao tặng cho Vườn thú Leipzig tại thành phố Leipzig, Cộng hòa Dân chủ Đức. Đây cũng là nơi tiếp nhận hai con voi được phía Việt Nam tặng cho Cộng hòa Dân chủ Đức khác là voi Trinh (sinh năm 1982) vào năm 1986 và voi Hoa (sinh năm 1985) vào năm 1987. Don Chung, Trinh, và Hoa là các món quà của Thành phố Hồ Chí Minh trao tặng cho thành phố kết nghĩa Leipzig. Cả ba con voi cái đều được đưa tới Đức bằng đường biển trong thời gian từ 3 cho tới 5 tuần và được nuôi dưỡng trong thời gian này trên các container với lượng lớn cây chuối, bí ngô, và mía. Năm 2020, Trinh và Hoa đã được chuyển từ vườn thú Leipzig sang Vườn thú Neunkirchen.
Tới tháng 4 năm 2023, do không thể hòa nhập với đàn voi mới được chuyển đến Vườn thú Leipzig, voi Don Chung đã được chuyển sang Vườn thú Cottbus ở Cottbus - nơi có một chương trình nuôi dưỡng voi lớn tuổi nhờ sự hỗ trợ của Chương trình bảo tồn động vật quý hiếm châu Âu (EEP). Ở thời điểm chuyển sang Cottbus, voi Don Chung đã 40 tuổi và nặng 3,4 tấn. Tại Cottbus, voi Don Chung sẽ được nuôi dưỡng chung với voi cái Sundali (sinh năm 1972). Đại sứ Việt Nam tại Đức Vũ Quang Minh và phu nhân đã được trao giấy chứng nhận bảo trợ cho Don Chung. Cho đến cuối năm 2023, vườn thú Cottbus cho biết hai con voi vẫn chưa thực sự hòa hợp, có thể một phần vì Sundali đã sống ở Cottbus nhiều thập niên trong khi Don Chung mới chỉ chuyển đến đây được nửa năm.

## Trên truyền thông đại chúng
Ngày 5 tháng 5 năm 2023, kênh MDR Fernsehen của hãng ARD, Đức đã cho phát sóng tập phim tài liệu Mach's gut, Don Chung! về những ngày cuối cùng của Don Chung ở Leipzig và kế hoạch chuyển Don Chung sang Cottbus. Đây là tập 1026 thuộc loạt phim về thế giới động vật Elefant, Tiger & Co. của MDR Fernsehen.